# Ulrich Lins
Ulrich Lins (Bonn, 1943. augusztus 4. –) német történész, japanológus eszperantista.

## Életútja
A kölni és a Bonni Egyetemen történelmet, politológiát és japanológiát tanult. 1971-ben és 1972-ben vendégkutató volt a Tokiói Egyetemen. Doktori oklevelét az Oomoto történetéről szóló tézissel szerezte. Szakmailag részt vett az egyetemi hallgatók Németország és más országok közötti cseréjében, a német akadémiai csereszolgálatban. 1978 áprilisában irodát nyitott Tokióban.

### Eszperantó tevékenysége
- 1964-1969: Estrarano de TEJO vezetőségi tag
- 1967-1969: reprezentanto de TEJO ĉe la estraro de UEA - TEJO képviselő az Eszperantó Világszövetségnél
- 1970-1974: kunredaktoro de Kontakto (kun Simo Milojević) - társszerkesztője a Kontakto magazinnak
- 1989-1995: vicprezidanto de UEA - az Eszperantó Világszövetség alelnöke

## Művei
Szerzőként:
- Die Ȏmoto-Bewegung und der radikale Nationalismus in Japan (germane: "la Oomoto-movado kaj la radikala naciismo en Japanio"), Munkeno: R. Oldenbourg, 1976; japana traduko: Kioto 2007.
- La danĝera lingvo (eldonoj: 1973, 1988, 1990, 2016), aperinta ankaŭ en la lingvoj angla, germana, itala, japana, korea, litova kaj rusa.
- Utila Estas Aliĝo : Tra la unua jarcento de UEA, Roterdamo: UEA, 2008

Társszerzőként:
- Esperanto en perspektivo (kun Ivo Lapenna kaj Tazio Carlevaro, 1974)
- Germanlingva libro pri german-japanaj rilatoj (1977)
- Dekdu-voluma japanlingva verko pri Germanio (1981-1986)
- Duvoluma verko japanlingva pri la unuigita Germanio (1992, 1999)
- Festlibro por Humphrey Tonkin (kun Detlev Blanke, 2007)
- Language as Hope (2020)

## Fordítás
- Ez a szócikk részben vagy egészben  az   Ulrich Lins  című eszperantó Wikipédia-szócikk ezen változatának fordításán alapul.  Az eredeti cikk szerkesztőit annak laptörténete sorolja fel. Ez a jelzés csupán a megfogalmazás eredetét és a szerzői jogokat jelzi, nem szolgál a cikkben szereplő információk forrásmegjelöléseként.